# Squadra australiana di Fed Cup
La squadra australiana di Fed Cup rappresenta l'Australia in Fed Cup (già Federation Cup fino al 1995) dalla prima edizione del torneo, disputatasi nel 1963. Insieme a Francia, Italia e Stati Uniti è una delle quattro squadre ad aver preso parte ad ogni singola edizione del torneo.
La squadra ha vinto in 7 occasioni il torneo, raggiungendo un totale di 17 finali, dimostrando, in entrambi i casi, di essere seconda solo agli Stati Uniti, che hanno collezionato 17 titoli e raggiunto 28 finali.
L'attuale capitano è Alicia Molik, che ricopre la carica dal 2013. Attualmente, la squadra occupa la 4ª posizione del ranking ITF, che è anche il suo best ranking.
Con il nuovo capitano, nel 2013, la australiane affrontano la Repubblica Ceca al primo turno del Gruppo Mondiale: contro Kvitová e Šafářová, Gajdošová e Stosur non riescono a conquistare nessun punto, perdendo anche il doppio contro le forti Hradecká/Hlaváčková e chiudendo lo scontro sullo 0-4 per la nazionale europea. Negli spareggi per rimanere tra le prime 8 nazioni del mondo, le oceaniche sfidano la Svizzera: grazie al doppio successo di Stosur (su Oprandi e Bencic) e al 6-3 6-4 di Barty a Vögele, il team australiano vince per 3-1 e rimane nel World Group..
Nel 2014, le australiane trovano la Russia al primo turno, privata delle sue maggiori protagoniste (Šarapova, Pavljučenkova, Makarova e Vesnina): Dellacqua e Stosur non trovano nessuna difficoltà e vincono i loro singolari in scioltezza; Dellacqua/Barty trionfano anche in doppio, chiudendo la sfida sul 4-0. Accedono in semifinale, dove sfidano la Germania: Stosur si arrende a Petković (1-6 6(7)-7) mentre Dellacqua conquista solo un gioco contro Kerber; nella seconda giornata, Kerber chiude i giochi sconfiggendo Stosur in rimonta (4-6 6-0 6-3), fermando l'avventura delle australiane.
Nel 2015, al primo turno, ritrovano proprio la Germania che le aveva battute un anno prima: a sorpresa, Gajdošová supera Kerber (4-6 6-2 6-4) mentre Stosur perde una maratona contro Petković (6-4 3-6 12-10). Nel secondo giorno di match, Kerber si impone su Stosur in due set mentre Petković vince un altro incontro prolungato contro Gajdošová (8-6 al terzo), permettendo il passaggio del turno alle tedesche e costringendo l'Australia allo spareggio per la permanenza nel Gruppo Mondiale; sulla terra di 'S-Hertogenbosch, in aprile sfidano i Paesi Bassi, che trascinati da una eroica Bertens (due successi in singolare e il trionfo in doppio con Hogenkamp) e dalla rimonta di Rus su Gajdošová (0-6 7-5 7-5) vincono a sorpresa il play-off, relegando le australiane al Gruppo Mondiale II.
Nel 2016, l'Australia vince il suo match nel Gruppo Mondiale II con Stosur protagonista, che vince i suoi singolari e anche il doppio con Dellacqua. In aprile, negli spareggi per accedere al Gruppo Mondiale, affrontano gli USA: stavolta, Stosur non riesce a vincere i suoi incontri né contro McHale (6-3 1-6 5-7) né contro Vandeweghe (6-2 5-7 4-6) e, con anche la sconfitta di Gavrilova con Keys, le oceaniche non riescono a ritornare tra le prime otto squadre del pianeta.
Nel 2017, le australiane trovano l'Ucraina nel match valevole per il Gruppo Mondiale II: Svitolina vince entrambi i suoi match (su Barty e Gavrilova) mentre nell'incontro inaugurale Tsurenko batte Gavrilova in due parziali; con la sconfitta per 3-1, l'Australia è costretta a disputare gli Spareggi per permanere nel Gruppo Mondiale II. In aprile, le oceaniche riescono a salvarsi, imponendosi per 4-0 sulla Serbia e restando così nel Gruppo Mondiale II.
Nel 2018, il sorteggio pone le australiane nuovamente contro l'Ucraina, che però si presenta senza la sua punta di diamante, Elina Svitolina: Barty è la vera protagonista dello scontro, portando a casa tutti i tre punti decisivi dello scontro, battendo Kičenok (4-6 6-1 6-4), Kostyuk (6-2 6-3) e in doppio, con Dellacqua, sconfiggono le sorelle Kičenok per 6-3 6-4, conquistando il punto decisivo per il 3-2 finale. Nello spareggio per entrare nel Gruppo Mondiale, trovano i Paesi Bassi, la squadra che nel 2015 aveva costretto le australiane alla retrocessione: a differenza del loro ultimo scontro, questa volta il team oceanico si impone per 4-1 grazie ai successi di Barty (due singolari) e di Gavrilova (un singolare e un doppio). 
Il primo turno del World Group della Fed Cup 2019 offre alle australiane la sfida con le finaliste in carica degli USA. Ash Barty, n°13 del mondo, batte Sofia Kenin nel primo match (6-1 7-6(2)) mentre Madison Keys (n°17 del pianeta) lascia 4 giochi a Kimberly Birrell. Nel match tra le n°1 di ciascun team, Barty supera Keys per 6-4 6-1, riportando in vantaggio la sua formazione; Danielle Collins riesce però a rimandare il verdetto della sfida al doppio, sconfiggendo Gavrilova in tre set (6-1 3-6 6-2); nell'incontro di doppio Barty/Hon riescono a prevalere su Collins/Melichar (6-4 7-5), portando la nazionale oceanica in semifinale. In aprile è la Bielorussia a sfidare l'Australia per un posto in finale: le punte di diamante delle due squadre sono Aryna Sabalenka (n°10 del mondo) e Ashleigh Barty (n°9 del pianeta). Nel primo incontro, Sabalenka si impone a fatica su Stosur (7-5 5-7 6-3) mentre nel secondo Barty supera Azaranka per 7-6(2) 6-3. Nella seconda giornata, c'è lo scontro tra le n°1 dei due team: Barty lascia quattro giochi a Sabalenka (6-2 6-2), portando sul 2-1 la propria nazionale. Azaranka salva la Bielorussia, piegando Stosur con un duplice 6-1; nel doppio, le quattro protagoniste dei singolari si ritrovano per giocarsi il punto decisivo: Barty/Stosur si impongono su Sabalenka/Azaranka per 7-5 3-6 6-2, regalando all'Australia la 18ª finale della sua storia, la prima dal 1993. In novembre, a Perth, le oceaniche ospitano la Francia; i primi due singolari sono a senso unico, con Mladenovic che si sbarazza di Tomljanović con un doppio 6-1 e, successivamente, la n°1 del mondo Barty che rifila un doppio 6-0 a Caroline Garcia. È la prima volta nella storia di una finale di Fed Cup in cui qualcuno riesce a lasciare l'avversaria senza vincere game. Nel terzo singolare, Barty si arrende a sorpresa a Mladenovic (6-2 4-6 6(1)-7) mentre nel quarto incontro Tomljanović redime la sua performance di inizio finale battendo Pauline Parmentier (6-4 7-5); nel doppio, si sfidano Garcia/Mladenovic e Barty/Stosur: è la coppia francese a trionfare (6-4 6-3), causando la sconfitta n°11 nelle finali di Fed Cup alle australiane. 
Nel 2020, la Fed Cup cambia formato e nome: nella nuova Billie Jean King Cup, è prevista una nuova formula a gruppi con 12 squadre (non più 8) nel World Group; si qualificano 8 team tramite un turno di qualificazione, una wild-card, il paese ospitante e le due finaliste del 2019; l'Australia, essendo finalista in carica, ha un posto garantito nella fase finale della nuova competizione. A causa della pandemia di COVID-19, la fase finale della Billie Jean King Cup viene rinviata a novembre 2021: le oceaniche sono inserite nel girone B, assieme a Belgio e Bielorussia; nel primo scontro con il Belgio, Dar'ja Gavrilova vince su Greet Minnen (6-4 1-6 6-4) mentre, a sorpresa, Storm Sanders si impone su Elise Mertens per 3-6 7-6(5) 6-0. Con la vittoria della sfida già assicurata, le australiane Perez/Sanders cedono il doppio a Mertens/Minnen, fissando il punteggio finale sul 2-1. Nel secondo scontro con la Bielorussia, Sanders non ha problemi con Hatouka (6-3 6-3) mentre Tomljanović rimonta un set di svantaggio a Sasnovič (4-6 6-2 6-3); come successo contro il Belgio, a risultato acquisito, Gadecki/Perez perdono il doppio contro Marozava/Sasnovič, fissando il punteggio finale nuovamente sul 2-1. L'Australia passa il girone al primo posto, qualificandosi per la semifinale, dove affronta la Svizzera, giunta prima nel gruppo D. Il 5 novembre, si disputano i due singolari, Sanders-Teichmann e Tomljanović-Bencic: in questi due scontri non c'è storia e le elvetiche dominano in entrambe le circostanze, con Teichmann che prevale per 6-0 6-3 e Bencic che si impone per 6-3 6-2, negando alle oceaniche la possibilità di andare in finale. Come consolazione, grazie alle ottime prestazioni nelle ultime edizioni, l'Australia si piazza al primo posto del ranking della competizione, sorpassando la Francia. 
Nel 2022, le australiane sono qualificate di diritto alla fase finale della Billie Jean King Cup poiché risulta essere la semifinalista eliminata dell'edizione precedente con il ranking più alto. Inserita nel gruppo B, la nazionale australiana si assicura la vittoria del primo tie contro la Slovacchia per 2-1, grazie ai successi in singolare di Sanders (su Kužmová) e di Tomljanović (su Schmiedlová). Nella sfida con il Belgio, le oceaniche chiudono 3-0 in loro favore, con Sanders che rifila un doppio 6-2 a Van Uytvanck, Tomljanović che approfitta del ritiro di Elise Mertens nel corso del terzo set e Sanders/Stosur che battono in due set Flipkens/Bonaventure. Per la terza edizione consecutiva, il team oceanico si qualifica per la semifinale dell'evento: questa volta, affronta la squadra che è giunta prima nel gruppo C, ovvero il Regno Unito. Sanders si assicura il primo punto della contesa, prevalendo su Heather Watson (6-4 7-6(3)); nel secondo singolare, Tomljanović si fa sorprendere da Harriet Dart, che la batte in due set. Nel doppio decisivo, Sanders e Stosur superano per [10-6] al super-tiebreak Nicholls/Barnett, permettendo all'Australia di accedere alla sua diciannovesima finale nella storia della competizione, la seconda nel nuovo millennio. Nell'atto finale, trovano la Svizzera, che nell'altra semifinale ha eliminato a sorpresa la Repubblica Ceca. Nel primo singolare, Jil Teichmann supera Storm Sanders (6-3 4-6 6-3); nel secondo match della sfida, Bencic regala la prima vittoria nella competizione alle elvetiche, lasciando tre giochi ad Ajla Tomljanović. L'Australia subisce così la 12° battuta d'arresto in una finale e viene eliminata dalla Svizzera per il secondo anno di fila. 
Nel 2023, in quanto finaliste in carica, le australiane partecipano direttamente alla fase a gruppi della Billie Jean King Cup: inserite nel girone B, debuttano contro la Slovenia. Nel primo match, Ajla Tomljanović cede a Kaja Juvan, con il punteggio di 4-6 1-6. Nel secondo singolare, Saville viene battuta da Tamara Zidanšek in due set, con le australiane che si consolano grazie al successo in doppio di Hunter/Birrell. Nel secondo tie, Hunter vince il singolare contro Danilina (7-6(2) 6-4) e poi il doppio decisivo sull'1-1 in coppia con Ellen Perez; con il successo del Kazakistan sulla Slovenia all'ultima giornata, le nazionali terminano tutte e tre con un tie vinto e uno perso: tuttavia, grazie alla differenza set vinti/persi migliore, la Slovenia si qualifica per la semifinale, con l'Australia che chiude terza nel girone e viene perciò eliminata. 

## Organico
Aggiornato all'incontro con la Russia dell'8 e 9 febbraio 2014.
| Giocatrice      | Data di nascita  | V–S   | V–S | V–S   | Ranking | Ranking |
| Giocatrice      | Data di nascita  | Sin   | Dop | Tot   | Sin     | Dop     |
| --------------- | ---------------- | ----- | --- | ----- | ------- | ------- |
| Ashleigh Barty  | 24 aprile 1996   | 1–0   | 1–1 | 2–1   | 154     | 20      |
| Casey Dellacqua | 11 febbraio 1985 | 5–3   | 8–2 | 13–5  | 80      | 16      |
| Storm Sanders   | 11 agosto 1994   | 0–0   | 0–0 | 0–0   | 203     | 232     |
| Samantha Stosur | 30 marzo 1984    | 27–11 | 6–0 | 33–11 | 16      | 45      |

## Risultati
= Incontro del Gruppo Mondiale

### 1963-1969
| Anno | Turno                             | Data        | Sede                | Avversario     | Punteggio | Esito     |
| ---- | --------------------------------- | ----------- | ------------------- | -------------- | --------- | --------- |
| 1963 | Gruppo Mondiale, 1º turno         | 17 giugno   | Londra (GBR)        | Belgio         | 3–0       | Vittoria  |
| 1963 | Gruppo Mondiale, Quarti di finale | 18 giugno   | Londra (GBR)        | Ungheria       | 3–0       | Vittoria  |
| 1963 | Gruppo Mondiale, Semifinale       | 19 giugno   | Londra (GBR)        | Sudafrica      | 3–0       | Vittoria  |
| 1963 | Gruppo Mondiale, Finale           | 20 giugno   | Londra (GBR)        | Stati Uniti    | 1–2       | Sconfitta |
| 1964 | Gruppo Mondiale, 2º turno         | 2 settembre | Filadelfia (USA)    | Danimarca      | 3–0       | Vittoria  |
| 1964 | Gruppo Mondiale, Quarti di finale | 3 settembre | Filadelfia (USA)    | Canada         | 3–0       | Vittoria  |
| 1964 | Gruppo Mondiale, Semifinale       | 4 settembre | Filadelfia (USA)    | Francia        | 3–0       | Vittoria  |
| 1964 | Gruppo Mondiale, Finale           | 5 settembre | Filadelfia (USA)    | Stati Uniti    | 2–1       | Campione  |
| 1965 | Gruppo Mondiale, Quarti di finale | 16 gennaio  | Melbourne (AUS)     | Nuova Zelanda  | 3–0       | Vittoria  |
| 1965 | Gruppo Mondiale, Semifinale       | 17 gennaio  | Melbourne (AUS)     | Francia        | 3–0       | Vittoria  |
| 1965 | Gruppo Mondiale, Finale           | 18 gennaio  | Melbourne (AUS)     | Stati Uniti    | 2–1       | Campione  |
| 1966 | Gruppo Mondiale, 2º turno         | 12 maggio   | Torino (ITA)        | Svizzera       | 3–0       | Vittoria  |
| 1966 | Gruppo Mondiale, Quarti di finale | 13 maggio   | Torino (ITA)        | Paesi Bassi    | 2–1       | Vittoria  |
| 1966 | Gruppo Mondiale, Semifinale       | 14 maggio   | Torino (ITA)        | Germania Ovest | 1–2       | Sconfitta |
| 1967 | Gruppo Mondiale, 2º turno         | 7 giugno    | Berlino Ovest (FRG) | Cecoslovacchia | Walkover  | Vittoria  |
| 1967 | Gruppo Mondiale, Quarti di finale | 9 giugno    | Berlino Ovest (FRG) | Francia        | 2–1       | Vittoria  |
| 1967 | Gruppo Mondiale, Semifinale       | 10 giugno   | Berlino Ovest (FRG) | Regno Unito    | 0–3       | Sconfitta |
| 1968 | Gruppo Mondiale, 2º turno         | 22 maggio   | Parigi (FRA)        | Brasile        | 3–0       | Vittoria  |
| 1968 | Gruppo Mondiale, Quarti di finale | 24 maggio   | Parigi (FRA)        | Sudafrica      | 2–1       | Vittoria  |
| 1968 | Gruppo Mondiale, Semifinale       | 25 maggio   | Parigi (FRA)        | Regno Unito    | 3–0       | Vittoria  |
| 1968 | Gruppo Mondiale, Finale           | 26 maggio   | Parigi (FRA)        | Paesi Bassi    | 3–0       | Campione  |
| 1969 | Gruppo Mondiale, 2º turno         | 22 maggio   | Atene (GRE)         | Polonia        | Walkover  | Vittoria  |
| 1969 | Gruppo Mondiale, Quarti di finale | 23 maggio   | Atene (GRE)         | Francia        | 3–0       | Vittoria  |
| 1969 | Gruppo Mondiale, Semifinale       | 24 maggio   | Atene (GRE)         | Regno Unito    | 3–0       | Vittoria  |
| 1969 | Gruppo Mondiale, Finale           | 25 maggio   | Atene (GRE)         | Stati Uniti    | 1–2       | Sconfitta |

### 1970-1979
| Anno | Turno                             | Data               | Sede                  | Avversario       | Punteggio | Esito     |
| ---- | --------------------------------- | ------------------ | --------------------- | ---------------- | --------- | --------- |
| 1970 | Gruppo Mondiale, 2º turno         | 21 maggio          | Friburgo (FRG)        | Cecoslovacchia   | 3–0       | Vittoria  |
| 1970 | Gruppo Mondiale, Quarti di finale | 22 maggio          | Friburgo (FRG)        | Svezia           | 3–0       | Vittoria  |
| 1970 | Gruppo Mondiale, Semifinale       | 23 maggio          | Friburgo (FRG)        | Regno Unito      | 3–0       | Vittoria  |
| 1970 | Gruppo Mondiale, Finale           | 24 maggio          | Friburgo (FRG)        | Germania Ovest   | 3–0       | Campione  |
| 1971 | Gruppo Mondiale, Quarti di finale | 27 dicembre (1970) | Perth (AUS)           | Jugoslavia       | Walkover  | Vittoria  |
| 1971 | Gruppo Mondiale, Semifinale       | 28 dicembre (1970) | Perth (AUS)           | Francia          | 3–0       | Vittoria  |
| 1971 | Gruppo Mondiale, Finale           | 29 dicembre (1970) | Perth (AUS)           | Regno Unito      | 3–0       | Campione  |
| 1972 | Gruppo Mondiale, 2º turno         | 21 marzo           | Johannesburg (RSA)    | Canada           | 2–0       | Vittoria  |
| 1972 | Gruppo Mondiale, Quarti di finale | 23 marzo           | Johannesburg (RSA)    | Italia           | 3–0       | Vittoria  |
| 1972 | Gruppo Mondiale, Semifinale       | 24 marzo           | Johannesburg (RSA)    | Regno Unito      | 1–2       | Sconfitta |
| 1973 | Gruppo Mondiale, 2º turno         | 2 maggio           | Bad Homburg (FRG)     | Giappone         | 2–0       | Vittoria  |
| 1973 | Gruppo Mondiale, Quarti di finale | 4 maggio           | Bad Homburg (FRG)     | Indonesia        | 3–0       | Vittoria  |
| 1973 | Gruppo Mondiale, Semifinale       | 5 maggio           | Bad Homburg (FRG)     | Germania Ovest   | 3–0       | Vittoria  |
| 1973 | Gruppo Mondiale, Finale           | 6 maggio           | Bad Homburg (FRG)     | Sudafrica        | 3–0       | Campione  |
| 1974 | Gruppo Mondiale, 2º turno         | Maggio             | Napoli (ITA)          | Giappone         | 2–0       | Vittoria  |
| 1974 | Gruppo Mondiale, Quarti di finale | Maggio             | Napoli (ITA)          | Italia           | 3–0       | Vittoria  |
| 1974 | Gruppo Mondiale, Semifinale       | Maggio             | Napoli (ITA)          | Regno Unito      | 3–0       | Vittoria  |
| 1974 | Gruppo Mondiale, Finale           | Maggio             | Napoli (ITA)          | Stati Uniti      | 2–1       | Campione  |
| 1975 | Gruppo Mondiale, 2º turno         | Maggio             | Aix-en-Provence (FRA) | Belgio           | 2–0       | Vittoria  |
| 1975 | Gruppo Mondiale, Quarti di finale | Maggio             | Aix-en-Provence (FRA) | Italia           | 3–0       | Vittoria  |
| 1975 | Gruppo Mondiale, Semifinale       | Maggio             | Aix-en-Provence (FRA) | Stati Uniti      | 2–1       | Vittoria  |
| 1975 | Gruppo Mondiale, Finale           | Maggio             | Aix-en-Provence (FRA) | Cecoslovacchia   | 0–3       | Sconfitta |
| 1976 | Gruppo Mondiale, 1º turno         | Agosto             | Filadelfia (USA)      | Romania          | 3–0       | Vittoria  |
| 1976 | Gruppo Mondiale, 2º turno         | Agosto             | Filadelfia (USA)      | Belgio           | 3–0       | Vittoria  |
| 1976 | Gruppo Mondiale, Quarti di finale | Agosto             | Filadelfia (USA)      | Germania Ovest   | 3–0       | Vittoria  |
| 1976 | Gruppo Mondiale, Semifinale       | Agosto             | Filadelfia (USA)      | Regno Unito      | 3–0       | Vittoria  |
| 1976 | Gruppo Mondiale, Finale           | Agosto             | Filadelfia (USA)      | Stati Uniti      | 1–2       | Sconfitta |
| 1977 | Gruppo Mondiale, 1º turno         | Giugno             | Eastbourne (GBR)      | Indonesia        | 3–0       | Vittoria  |
| 1977 | Gruppo Mondiale, 2º turno         | Giugno             | Eastbourne (GBR)      | Brasile          | 3–0       | Vittoria  |
| 1977 | Gruppo Mondiale, Quarti di finale | Giugno             | Eastbourne (GBR)      | Germania Ovest   | 2–1       | Vittoria  |
| 1977 | Gruppo Mondiale, Semifinale       | Giugno             | Eastbourne (GBR)      | Regno Unito      | 2–1       | Vittoria  |
| 1977 | Gruppo Mondiale, Finale           | Giugno             | Eastbourne (GBR)      | Stati Uniti      | 1–2       | Sconfitta |
| 1978 | Gruppo Mondiale, 1º turno         | Dicembre           | Melbourne (AUS)       | Belgio           | 3–0       | Vittoria  |
| 1978 | Gruppo Mondiale, 2º turno         | Dicembre           | Melbourne (AUS)       | Giappone         | 3–0       | Vittoria  |
| 1978 | Gruppo Mondiale, Quarti di finale | Dicembre           | Melbourne (AUS)       | Paesi Bassi      | 3–0       | Vittoria  |
| 1978 | Gruppo Mondiale, Semifinale       | Dicembre           | Melbourne (AUS)       | Unione Sovietica | 2–1       | Vittoria  |
| 1978 | Gruppo Mondiale, Finale           | Dicembre           | Melbourne (AUS)       | Stati Uniti      | 1–2       | Sconfitta |
| 1979 | Gruppo Mondiale, 1º turno         | Maggio             | Madrid (ESP)          | Canada           | 3–0       | Vittoria  |
| 1979 | Gruppo Mondiale, 2º turno         | Maggio             | Madrid (ESP)          | Jugoslavia       | 3–0       | Vittoria  |
| 1979 | Gruppo Mondiale, Quarti di finale | Maggio             | Madrid (ESP)          | Paesi Bassi      | 2–1       | Vittoria  |
| 1979 | Gruppo Mondiale, Semifinale       | Maggio             | Madrid (ESP)          | Cecoslovacchia   | 3–0       | Vittoria  |
| 1979 | Gruppo Mondiale, Finale           | Maggio             | Madrid (ESP)          | Stati Uniti      | 0–3       | Sconfitta |

### 1980-1989
| Anno | Turno                             | Data     | Sede                | Avversario       | Punteggio | Esito     |
| ---- | --------------------------------- | -------- | ------------------- | ---------------- | --------- | --------- |
| 1980 | Gruppo Mondiale, 1º turno         | Maggio   | Berlino Ovest (FRG) | Norvegia         | 3–0       | Vittoria  |
| 1980 | Gruppo Mondiale, 2º turno         | Maggio   | Berlino Ovest (FRG) | Indonesia        | 3–0       | Vittoria  |
| 1980 | Gruppo Mondiale, Quarti di finale | Maggio   | Berlino Ovest (FRG) | Svezia           | 2–1       | Vittoria  |
| 1980 | Gruppo Mondiale, Semifinale       | Maggio   | Berlino Ovest (FRG) | Germania Ovest   | 2–1       | Vittoria  |
| 1980 | Gruppo Mondiale, Finale           | Maggio   | Berlino Ovest (FRG) | Stati Uniti      | 0–3       | Sconfitta |
| 1981 | Gruppo Mondiale, 1º turno         | Novembre | Tokyo (JPN)         | Filippine        | 3–0       | Vittoria  |
| 1981 | Gruppo Mondiale, 2º turno         | Novembre | Tokyo (JPN)         | Cile             | 3–0       | Vittoria  |
| 1981 | Gruppo Mondiale, Quarti di finale | Novembre | Tokyo (JPN)         | Paesi Bassi      | 3–0       | Vittoria  |
| 1981 | Gruppo Mondiale, Semifinale       | Novembre | Tokyo (JPN)         | Regno Unito      | 1–2       | Sconfitta |
| 1982 | Gruppo Mondiale, 1º turno         | Luglio   | Santa Clara (USA)   | Corea del Sud    | 3–0       | Vittoria  |
| 1982 | Gruppo Mondiale, 2º turno         | Luglio   | Santa Clara (USA)   | Paesi Bassi      | 3–0       | Vittoria  |
| 1982 | Gruppo Mondiale, Quarti di finale | Luglio   | Santa Clara (USA)   | Unione Sovietica | 3–0       | Vittoria  |
| 1982 | Gruppo Mondiale, Semifinale       | Luglio   | Santa Clara (USA)   | Germania Ovest   | 0–3       | Sconfitta |
| 1983 | Gruppo Mondiale, 1º turno         | Luglio   | Zurigo (SUI)        | Unione Sovietica | 3–0       | Vittoria  |
| 1983 | Gruppo Mondiale, 2º turno         | Luglio   | Zurigo (SUI)        | Messico          | 3–0       | Vittoria  |
| 1983 | Gruppo Mondiale, Quarti di finale | Luglio   | Zurigo (SUI)        | Svizzera         | 1–2       | Sconfitta |
| 1984 | Gruppo Mondiale, 1º turno         | Luglio   | San Paolo (BRA)     | Argentina        | 3–0       | Vittoria  |
| 1984 | Gruppo Mondiale, 2º turno         | Luglio   | San Paolo (BRA)     | Belgio           | 3–0       | Vittoria  |
| 1984 | Gruppo Mondiale, Quarti di finale | Luglio   | San Paolo (BRA)     | Germania Ovest   | 2–1       | Vittoria  |
| 1984 | Gruppo Mondiale, Semifinale       | Luglio   | San Paolo (BRA)     | Stati Uniti      | 2–1       | Vittoria  |
| 1984 | Gruppo Mondiale, Finale           | Luglio   | San Paolo (BRA)     | Cecoslovacchia   | 1–2       | Sconfitta |
| 1985 | Gruppo Mondiale, 1º turno         | Ottobre  | Nagoya (JPN)        | Danimarca        | 3–0       | Vittoria  |
| 1985 | Gruppo Mondiale, 2º turno         | Ottobre  | Nagoya (JPN)        | Spagna           | 3–0       | Vittoria  |
| 1985 | Gruppo Mondiale, Quarti di finale | Ottobre  | Nagoya (JPN)        | Italia           | 3–0       | Vittoria  |
| 1985 | Gruppo Mondiale, Semifinale       | Ottobre  | Nagoya (JPN)        | Stati Uniti      | 1–2       | Sconfitta |
| 1986 | Gruppo Mondiale, 1º turno         | Luglio   | Praga (TCH)         | Ungheria         | 2–1       | Vittoria  |
| 1986 | Gruppo Mondiale, 2º turno         | Luglio   | Praga (TCH)         | Danimarca        | 2–1       | Vittoria  |
| 1986 | Gruppo Mondiale, Quarti di finale | Luglio   | Praga (TCH)         | Cecoslovacchia   | 0–3       | Sconfitta |
| 1987 | Gruppo Mondiale, 1º turno         | Agosto   | Vancouver (CAN)     | Danimarca        | 3–0       | Vittoria  |
| 1987 | Gruppo Mondiale, 2º turno         | Agosto   | Vancouver (CAN)     | Spagna           | 2–1       | Vittoria  |
| 1987 | Gruppo Mondiale, Quarti di finale | Agosto   | Vancouver (CAN)     | Bulgaria         | 0–2       | Sconfitta |
| 1988 | Gruppo Mondiale, 1º turno         | Dicembre | Melbourne (AUS)     | Israele          | 3–0       | Vittoria  |
| 1988 | Gruppo Mondiale, 2º turno         | Dicembre | Melbourne (AUS)     | Italia           | 3–0       | Vittoria  |
| 1988 | Gruppo Mondiale, Quarti di finale | Dicembre | Melbourne (AUS)     | Germania Ovest   | 1–2       | Sconfitta |
| 1989 | Gruppo Mondiale, 1º turno         | Ottobre  | Tokyo (JPN)         | Cile             | 3–0       | Vittoria  |
| 1989 | Gruppo Mondiale, 2º turno         | Ottobre  | Tokyo (JPN)         | Nuova Zelanda    | 3–0       | Vittoria  |
| 1989 | Gruppo Mondiale, Quarti di finale | Ottobre  | Tokyo (JPN)         | Bulgaria         | 2–1       | Vittoria  |
| 1989 | Gruppo Mondiale, Semifinale       | Ottobre  | Tokyo (JPN)         | Spagna           | 0–2       | Sconfitta |

### 1990-1999
| Anno | Turno                             | Data         | Sede              | Avversario     | Punteggio | Esito     |
| ---- | --------------------------------- | ------------ | ----------------- | -------------- | --------- | --------- |
| 1990 | Gruppo Mondiale, 1º turno         | Luglio       | Norcross (USA)    | Indonesia      | 2–0       | Vittoria  |
| 1990 | Gruppo Mondiale, 2º turno         | Luglio       | Norcross (USA)    | Cecoslovacchia | 1–2       | Sconfitta |
| 1991 | Gruppo Mondiale, 1º turno         | 22 luglio    | Nottingham (GBR)  | Giappone       | 2–0       | Vittoria  |
| 1991 | Gruppo Mondiale, 2º turno         | 24 luglio    | Nottingham (GBR)  | Spagna         | 0–3       | Sconfitta |
| 1992 | Gruppo Mondiale, 1º turno         | 14 luglio    | Francoforte (GER) | Bulgaria       | 2–1       | Vittoria  |
| 1992 | Gruppo Mondiale, 2º turno         | 15 luglio    | Francoforte (GER) | Austria        | 2–1       | Vittoria  |
| 1992 | Gruppo Mondiale, Quarti di finale | 17 luglio    | Francoforte (GER) | Cecoslovacchia | 2–1       | Vittoria  |
| 1992 | Gruppo Mondiale, Semifinale       | 18 luglio    | Francoforte (GER) | Spagna         | 0–3       | Sconfitta |
| 1993 | Gruppo Mondiale, 1º turno         | 20 luglio    | Francoforte (GER) | Germania       | 2–1       | Vittoria  |
| 1993 | Gruppo Mondiale, 2º turno         | 21 luglio    | Francoforte (GER) | Danimarca      | 3–0       | Vittoria  |
| 1993 | Gruppo Mondiale, Quarti di finale | 22 luglio    | Francoforte (GER) | Finlandia      | 3–0       | Vittoria  |
| 1993 | Gruppo Mondiale, Semifinale       | 24 luglio    | Francoforte (GER) | Argentina      | 2–1       | Vittoria  |
| 1993 | Gruppo Mondiale, Finale           | 25 luglio    | Francoforte (GER) | Spagna         | 0–3       | Sconfitta |
| 1994 | Gruppo Mondiale, 1º turno         | 19 luglio    | Francoforte (GER) | Lettonia       | 2–1       | Vittoria  |
| 1994 | Gruppo Mondiale, 2º turno         | 21 luglio    | Francoforte (GER) | Austria        | 1–2       | Sconfitta |
| 1995 | Gruppo Mondiale II                | 22-23 aprile | Perth (AUS)       | Slovacchia     | 3–2       | Vittoria  |
| 1995 | Spareggi Gruppo Mondiale          | 22-23 luglio | San Miguel (ARG)  | Argentina      | 0–5       | Sconfitta |

### 2010-2019
| Anno | Turno                       | Data          | Sede                   | Avversario  | Punteggio | Esito     |
| ---- | --------------------------- | ------------- | ---------------------- | ----------- | --------- | --------- |
| 2010 | Gruppo Mondiale II          | 6-7 febbraio  | Adelaide (AUS)         | Spagna      | 3 – 2     | Vittoria  |
| 2010 | Spareggi Gruppo Mondiale    | 24-25 aprile  | Charkiv (UKR)          | Ucraina     | 5 – 0     | Vittoria  |
| 2011 | Gruppo Mondiale, 1º turno   | 5-6 febbraio  | Hobart (AUS)           | Italia      | 1 – 4     | Sconfitta |
| 2011 | Spareggi Gruppo Mondiale    | 16-17 aprile  | Melbourne (AUS)        | Ucraina     | 2 – 3     | Sconfitta |
| 2012 | Gruppo Mondiale II          | 4-5 febbraio  | Granges-Paccot (SUI)   | Svizzera    | 4 – 1     | Vittoria  |
| 2012 | Spareggio Gruppo Mondiale   | 21-22 aprile  | Stoccarda (GER)        | Germania    | 3 – 2     | Vittoria  |
| 2013 | Gruppo Mondiale, 1º turno   | 9-10 febbraio | Ostrava (CZE)          | Rep. Ceca   | 0 – 4     | Sconfitta |
| 2013 | Spareggi Gruppo Mondiale    | 22 aprile     | Chiasso (SUI)          | Svizzera    | 3 – 1     | Vittoria  |
| 2014 | Gruppo Mondiale, 1º turno   | 8-9 febbraio  | Hobart (AUS)           | Russia      | 4 – 0     | Vittoria  |
| 2014 | Gruppo Mondiale, Semifinale | 19-20 aprile  | Brisbane (AUS)         | Germania    | 1 – 3     | Sconfitta |
| 2015 | Gruppo Mondiale, 1º turno   | 7-8 febbraio  | Stoccarda (GER)        | Russia      | 1 – 4     | Sconfitta |
| 2015 | Spareggi Gruppo Mondiale    | 18-19 aprile  | 's-Hertogenbosch (NLD) | Paesi Bassi | 1 – 4     | Sconfitta |